# عمر کالابان
عمر کالابان (انگلیسی: Oumar Kalabane؛ زادهٔ ۸ آوریل ۱۹۸۱) بازیکن فوتبال اهل گینه بود.
از باشگاه‌هایی که در آن بازی کرده است می‌توان به باشگاه فوتبال مانیسااسپور، باشگاه فوتبال ستاره ساحلی، باشگاه فوتبال اوسر، باشگاه فوتبال الظفره، و باشگاه فوتبال قبله اشاره کرد.
وی همچنین در تیم ملی فوتبال گینه بازی کرده است.